# 판다독
《판다독》은 네이버 웹툰에 매주 월요일, 금요일에 연재되었고 현재 완결된 웹툰이다.

## 내용
등장인물로 나오는 판다독의 회사 생활, 그의 친구와 가족 관계를 나타내는 웹툰이다.

## 등장인물
판다독
이 웹툰의 주인공이다. 회사 직원, 회사 상사들에게 여러 가지 특징을 가지고 있고 캐릭터 회사의 디자이너로 일하고 있다.
구리독
판다독의 직장 상사이며 현재 갑부 상사이다. 옛날에는 해고왕 칼구리라고 불렀다.
레빗독
판다독의 회사 후배이다. 쇼핑 중독이며 항상 다이어트에 실패한다. 엄청난 힘을 가지고 있다.
도치독
판다독의 회사 동기이다. 항상 판다독을 라이벌이라고 생각한다. 피규어 오타쿠이며, 레빗독을 좋아하고 있다.
둥둥씨
판다독이 다니는 회사의 주요 클라이언트이다. 회사 직원들의 기피 대상 1호이다. '별론데..'라는 입버릇이 있다. 꼬투리를 잡는게 취미이다.
피그독
판다독의 엄마이다. 주부이며 항상 판다독과 펭귄독을 위해 열심히 노력한다.
펭귄독
판다독의 여동생이며 고등학생이다. 레오독을 짝사랑한다.
레오독
판다독의 친구이다. 몇 년째 백수이며 아르바이트 등 여러 가지 일을 하다가 그만둔다.